# Plovdiv
Plovdiv (in bulgaro Пловдив?, AFI: [ˈpɫɔvdif]), in italiano storicamente nota anche come Filippopoli (dal greco Φιλιππούπολις Filippoúpolis), è una città della Bulgaria di 343 424 abitanti (678 860 nell'omonima regione), capitale storica della Tracia e seconda città del paese dopo la capitale Sofia.
È da sempre punto di riferimento di varie culture per le sue articolate e millenarie vicende storiche. È nota per la bellezza del suo centro storico in stile rinascenza bulgara (ovvero il Rinascimento bulgaro di inizio Ottocento), uno dei meglio conservati del paese. È servita da un aeroporto.
Il 17 ottobre 2014 è stata designata, insieme a Matera, come capitale europea della cultura 2019.

## Geografia fisica

### Territorio
La città è situata sulle sponde del fiume Marica, nella parte meridionale della piana di Plovdiv, una pianura alluvionale che forma la parte occidentale dell'Alta pianura di Tracia, circa 152 km a sud-est di Sofia. È circondata dagli Antibalcani a nord-ovest e dai monti Rodopi a sud. L'area metropolitana si estende su una superficie di 101 km². Questo dato, unitamente a quello della popolazione, la rende la città più densamente popolata del paese con 3 776 abitanti per km².
Il territorio su cui sorge Plovdiv comprende sei colli di sienite, tradizionalmente chiamati tepeta: Džendem, Bunardžik, Sahat, Nebet, Džambaz e Taksim. Sugli ultimi tre si trova il nucleo centrale e antico della città. Fino all'inizio del XX secolo i colli erano sette, ma il più piccolo (Markovo Tepe) è stato distrutto.

### Clima
Il clima temperato è caratterizzato da un forte contrasto di temperature tra estate e inverno, che lo rende molto simile ad un clima continentale. Le estati sono in genere calde e secche, mentre gli inverni spesso sono molto freddi. La temperatura media annua è di 12,3 °C, la temperatura massima media si raggiunge a luglio (33 °C). L'umidità relativa media è del 73% ed è più elevata in dicembre (86%) e più bassa ad agosto (62%). Le precipitazioni totali sono di 540 mm; i mesi più piovosi sono maggio e giugno, con una media di 66,2 mm, il più secco è agosto (31 mm). In un anno cadono mediamente da 2 a 4 cm di neve, ma in alcuni inverni si possono raggiungere 70 cm o più. Le nebbie sono frequenti nei mesi più freddi, soprattutto lungo le rive del Marica.

## Storia

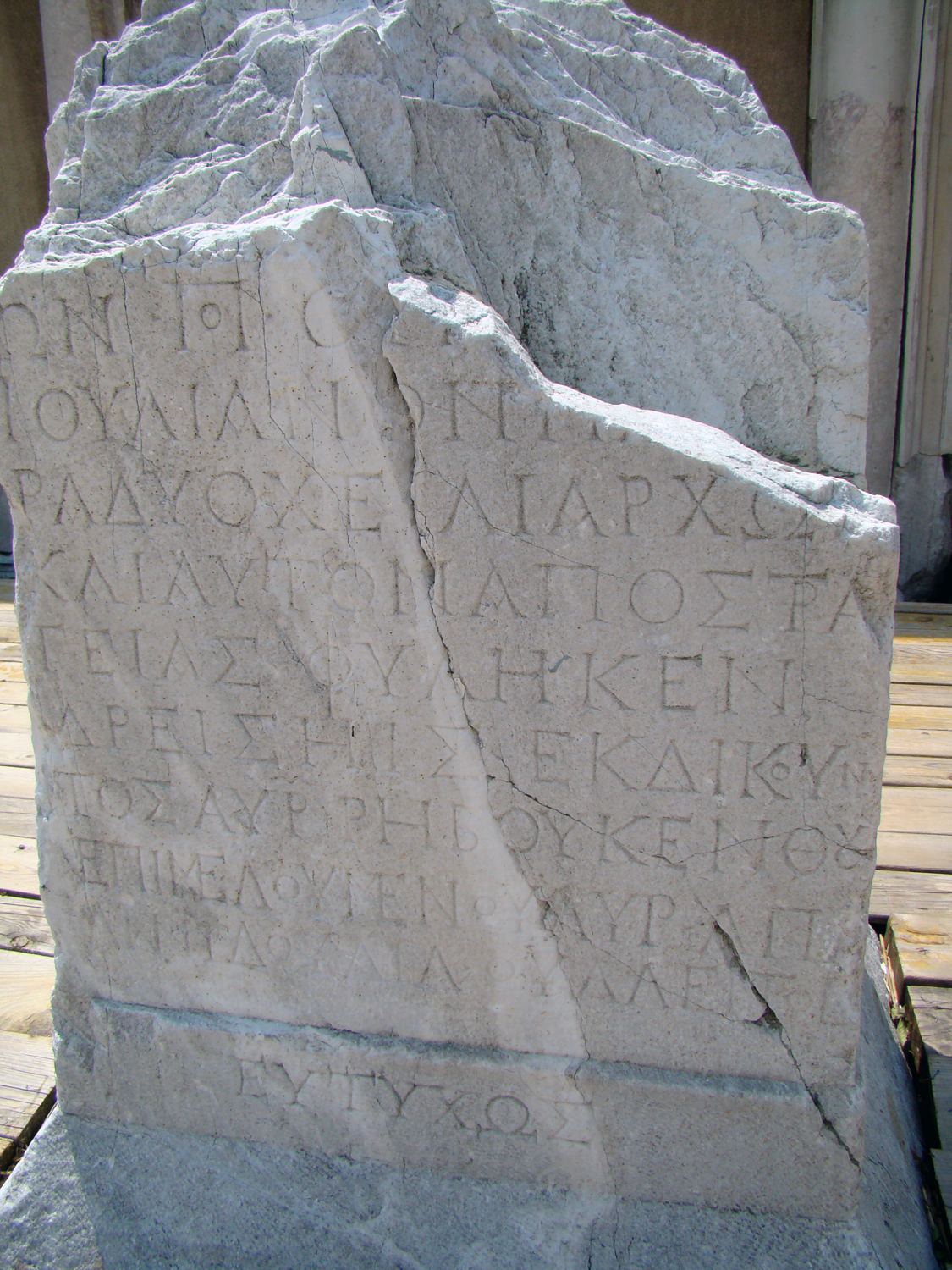
Filippopoli: incisione dell'anfiteatro

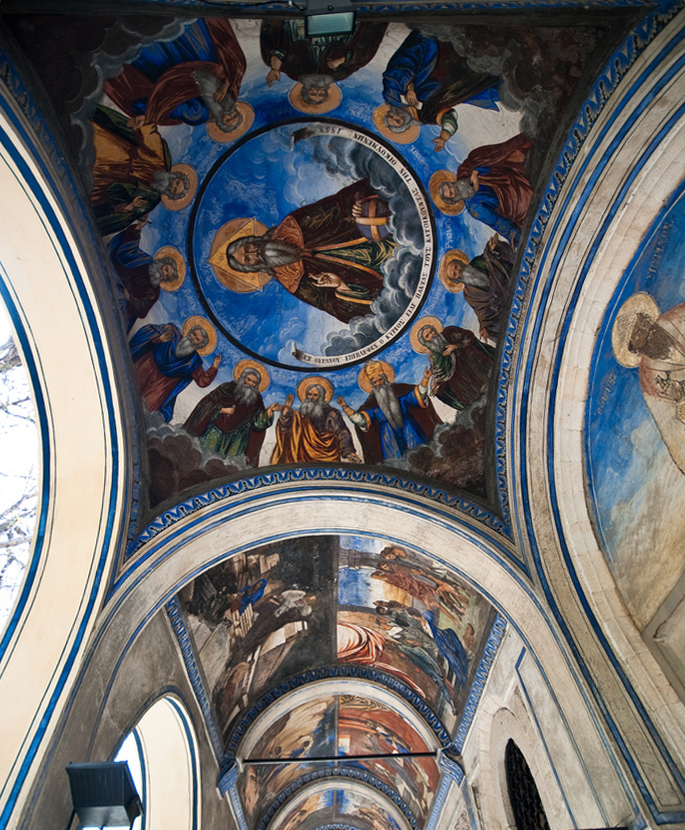
Filippopoli: Chiesa di Santa Marina; affreschi del porticato esterno - esonartece

L'importanza di Plovdiv risale all'età antica: capitale, con il nome di Eumolpias, della tribù dei traci Odrisi, nel 341 a.C. fu presa da re Filippo II di Macedonia (padre di Alessandro Magno), che la ribattezzò "Filippopoli" (in greco antico: Φιλιππόπολις?, Filippópolis).
Dopo la caduta dell'Impero macedone, la città riprese il ruolo di capitale degli Odrisi, in rapporto di discontinua amicizia con i romani insediatisi in Macedonia, che si impadronirono della città nel 46 d.C., dopo un'aspra battaglia condotta dall'imperatore Claudio.

### Trimontium
Traiano la restaurò e Marco Aurelio la fece capitale della Tracia romana; cinse di mura i tre colli centrali e da questi denominò la città Trimontium. Essa divenne ben presto splendida e importante, al punto da battere moneta.
Trimontium fu il crocevia di importanti strade imperiali provenienti dal nord e dall'ovest dei Balcani. Qui le strade, tra cui la fondamentale via Militaris, si univano e conducevano a Bisanzio. 
All'inizio del IV secolo vi furono martirizzati 38 cristiani, in parte del luogo e in parte provenienti da Bisanzio. In questa florida epoca Filippopoli si dotò di terme, teatri e grandiosi edifici pubblici, in parte ancora visibili.
L'assalto dei barbari ebbe inizio nel 251 con la comparsa dei Goti; nel 447 gli Unni distrussero la città quasi del tutto e un secolo più tardi Giustiniano la riedificò e riarmò di mura. Nel 679, di fronte alla minaccia costituita dai bulgari, gli imperatori di Costantinopoli vi fecero affluire una folta colonia di armeni e siriani non ortodossi, dai quali si sarebbe presto propagata l'eresia bogomila (poi passata in Serbia e da qui in Occidente, come eresia catara). Nell'812 il khan bulgaro Krum riuscì a entrare a Filippopoli, poi definitivamente conquistata nell'834 e ribattezzata Pàldin. Il ritorno dei bizantini si ebbe alla fine del X secolo con la vittoria dell'imperatore Giovanni I Zimisce sui bulgari e sulla Rus' di Kiev, che avevano conquistato le regioni danubiane; nel 1018 Filippopoli ridiventò quindi bizantina.
La città subì gravi distruzioni in occasione del passaggio delle Crociate: nel 1096 da parte di Goffredo di Buglione; nel 1147 da parte del re di Germania Corrado III di Hohenstaufen; nel 1189 da parte di Federico Barbarossa; e ancora nel 1203, per mano dell'impero latino di Costantinopoli. A questo periodo risale anche il ritorno dei bulgari, che s'impadronirono nuovamente della città nel 1206. Da questa data al 1322 Filippopoli passò di mano fra i bulgari e i bizantini non meno di undici volte. 
Nel 1364 la città fu conquistata dai turchi di Murad I. Dopo un breve tragico periodo di lotte tra principi turchi, la città venne ribattezzata Filibè e fu fatta capitale del beilicato di Rumelia. Da allora conobbe una grande prosperità, grazie ai commerci che si spingevano ben oltre i confini dell'Impero ottomano, rotta solo dalle lotte religiose tra i siro-armeni pauliciani (riunitisi con Roma alla fine del XVI secolo) e i greco-bulgari ortodossi. 
Filibè, divenuta nel 1636 Plovdiv, fu presa dall'armata russa del generale Iosif Gurko il 16 gennaio 1878, e il Congresso di Berlino del 13 luglio 1878 la fece capitale del principato indipendente della Rumelia orientale, sotto lo scettro del principe Alessandro Bogoridi.

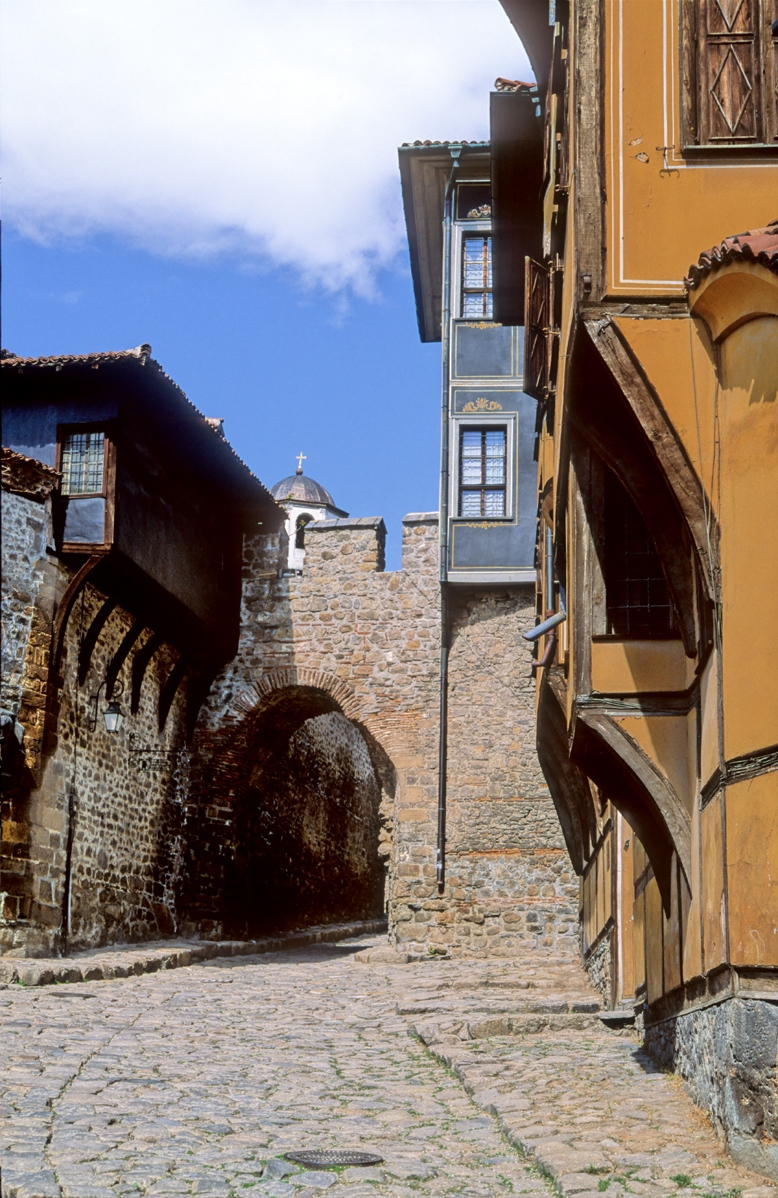
Uno scorcio della città antica

Solamente nel 1885, anno in cui la Rumelia orientale si unificò col principato di Bulgaria in un unico Stato, Plovdiv tornò sotto la sovranità bulgara.
In seguito alla seconda guerra mondiale, la Bulgaria entrò nell'orbita dell'Unione Sovietica, ma Plovdiv rimase un centro vitale del movimento democratico, che fece cadere il regime comunista nel 1989.
La città è stata sede di tre esposizioni internazionali nel 1981, nel 1985 e nel 1991.

## Monumenti e luoghi d'interesse

### Architetture religiose

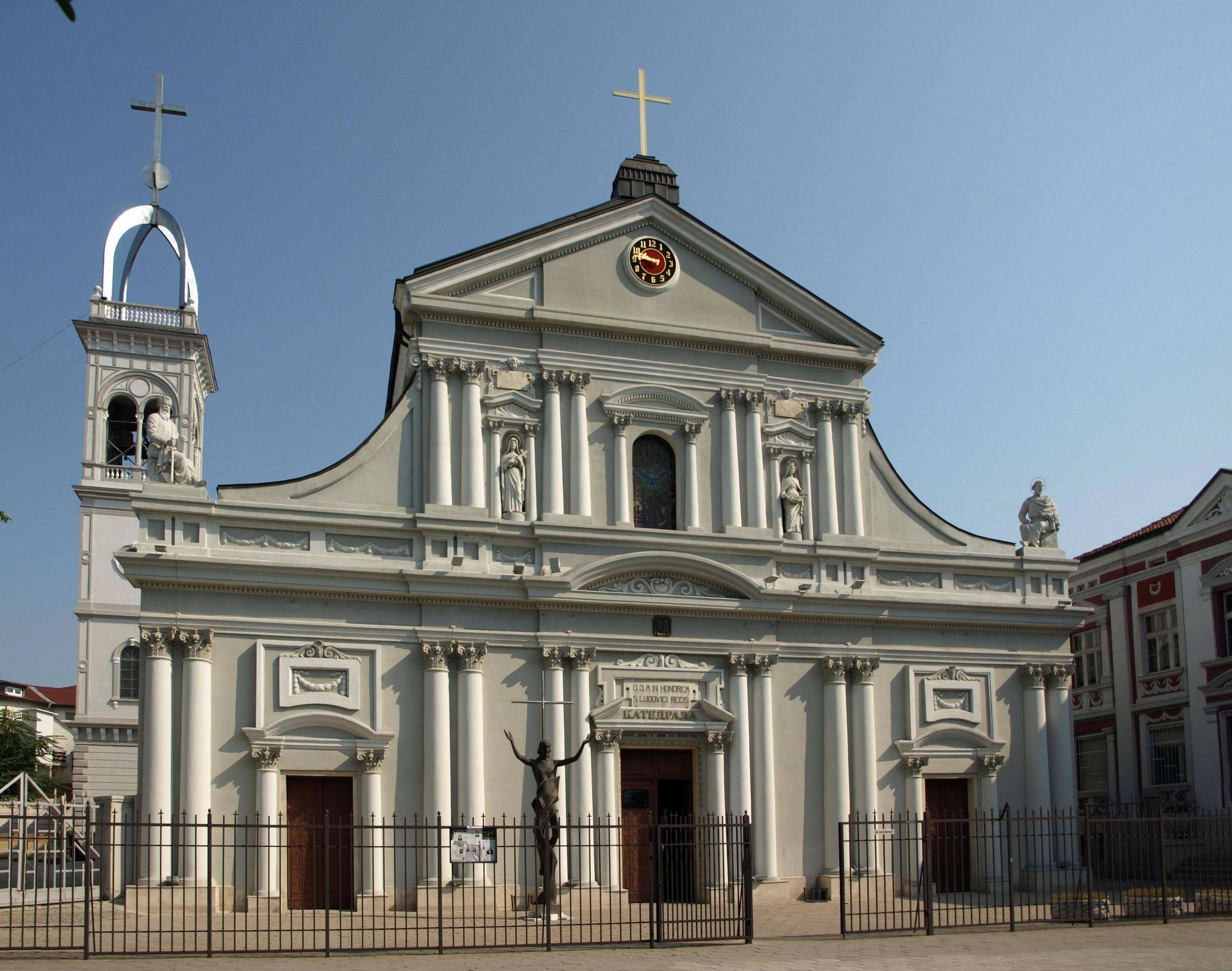
Chiesa di S. Luigi dei Francesi

- Cattedrale cattolica di San Luigi dei Francesi: realizzata nel 1861 in stile barocco, vi fu installato il primo organo in Bulgaria, che venne distrutto nel 1931 da un incendio che danneggiò gravemente la chiesa. Dopo l'incendio l'edificio fu ricostruito e affrescato da Stamatov Krusty. La facciata attuale in stile neoclassico fu opera di Kamen Petkov. Il campanile, costruito nel 1898, è dotato di 5 campane, donate da Papa Leone XIII e prodotte a Bochum, in Germania. La chiesa racchiude la tomba di Maria Luisa di Borbone-Parma, prima moglie di Ferdinando I di Bulgaria.

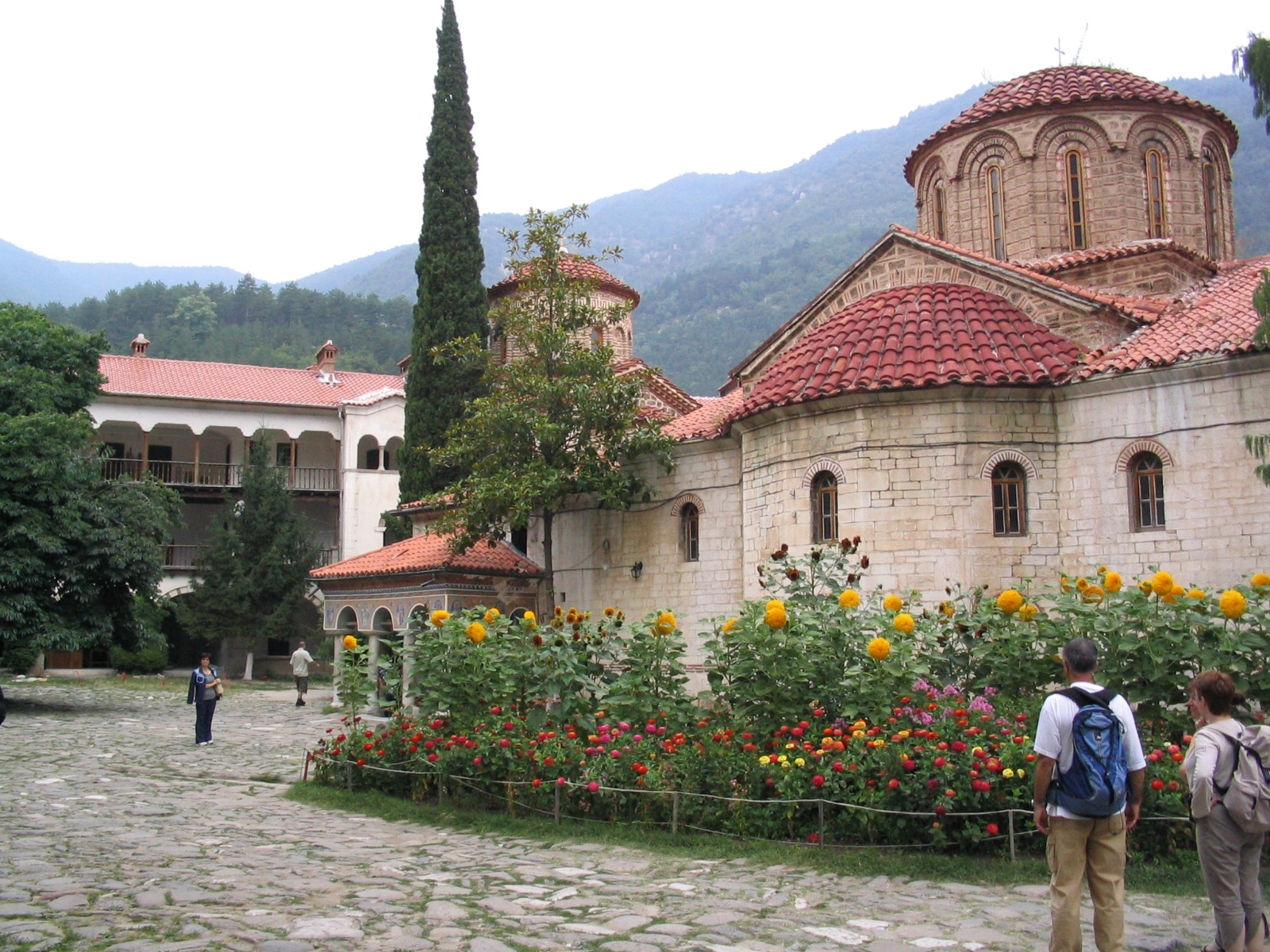
Il monastero di Bačkovo

- Monastero di Bačkovo: a una trentina di chilometri da Plovdiv, fu fondato nel 1083, è secondo per importanza storica e valore artistico solo al monastero di Rila. Al centro del complesso monastico si trovano due chiese unite fra loro: la più piccola, dedicata agli arcangeli Michele e Gabriele, è del XII secolo; la più grande, dedicata alla Vergine Maria, è del 1604. Principale attrattiva della chiesa è l'icona della Vergine, ritenuta miracolosa, che potrebbe risalire all'VIII secolo. Il suo rivestimento fu prodotto nel 1819 dalla scuola di gioielleria dello stesso monastero. Fuori dal recinto monastico si trova l'ossario della Santa Trinità, a due piani, dell'XI secolo. La cappella reca influenze orientali, armene, siriane e georgiane; l'alternanza di pietra e cotto nella muratura esterna è propria dello stile del primo regno bulgaro. All'interno sono custoditi affreschi della seconda metà del XIII secolo, tra i più alti esempi di arte bizantina.
- Moschea Dzhumaya: ricostruita nella forma attuale per volontà del sultano Murad II, sorge sui resti dell'antica cattedrale di Sveta Petka Tarnovska.
- Moschea Tashkopryu

### Foro romano

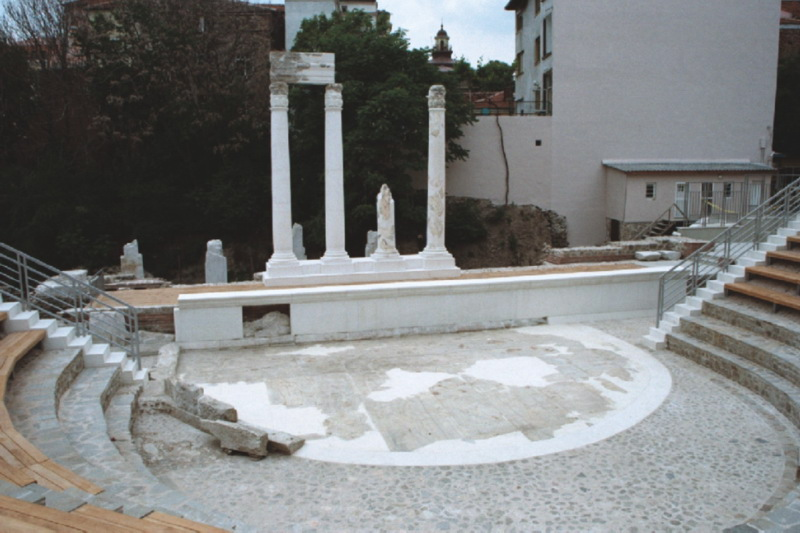
Filippopoli: l'odeon

Costruito nel II secolo, il foro era il centro economico, politico e culturale di Filippopoli. Di forma quadrata, misurava 184 m per 136 m ed era circondato da un portico colonnato. Ai lati orientale, meridionale e occidentale sorgevano magazzini, a nord si trovavano gli edifici più importanti, alcuni in parte riportati alla luce. Nella parte nord-orientale del foro sorgono i resti dell'Odeon.

### Teatro romano

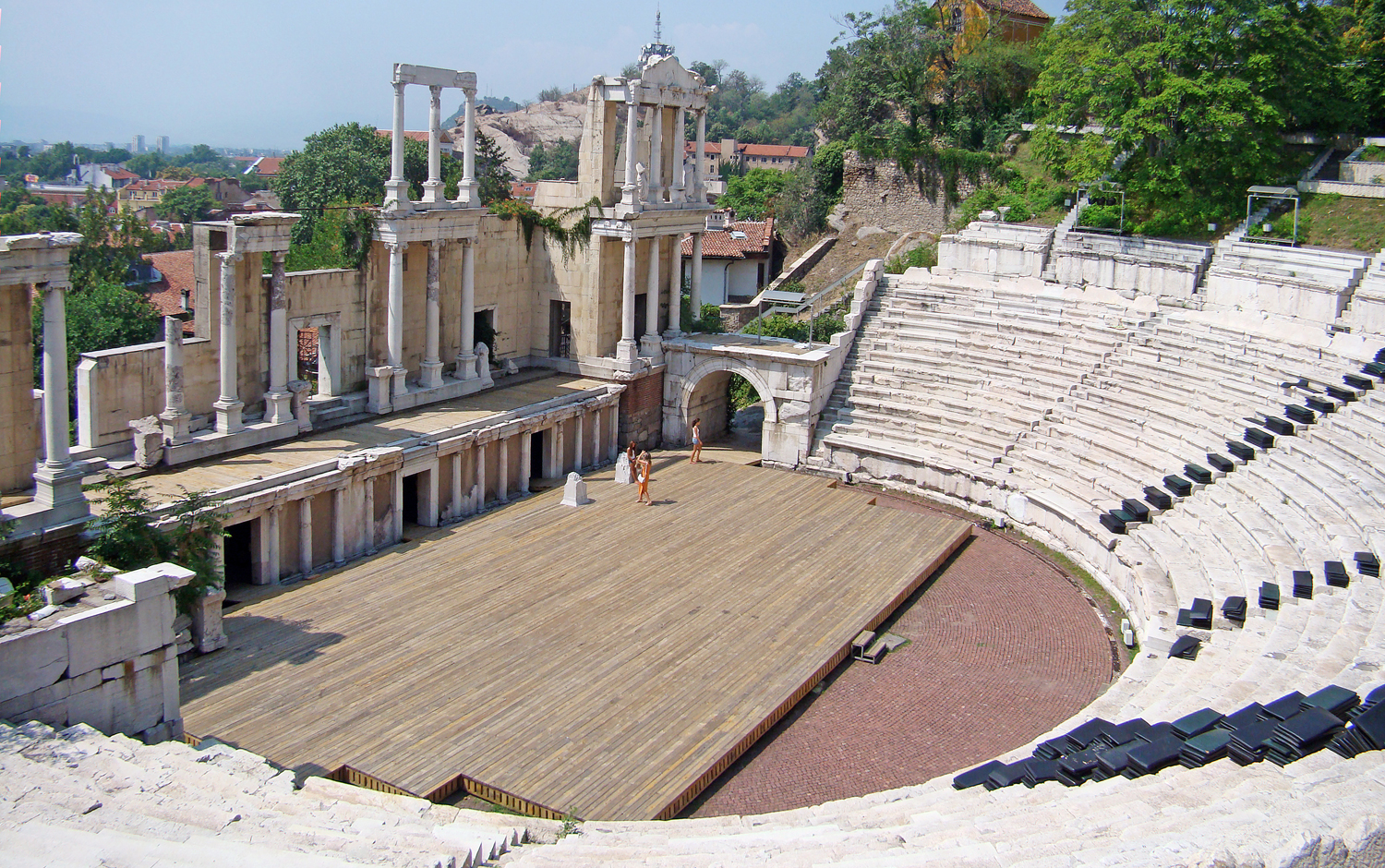
Filippopoli: il teatro romano

Fu eretto tra il 114 e il 117, sotto Traiano, come risulta da un'iscrizione ivi scoperta. La cavea allo stato originale era in grado di accogliere dai 5000 ai 7000 spettatori. Settori diversi del teatro erano riservati ai distretti in cui era divisa la città. Attualmente della cavea si sono conservate quattordici gradinate, che, insieme ai resti della scena e del proscenio, testimoniano la ricchezza decorativa dell'edificio.

### Ippodromo (stadio) romano

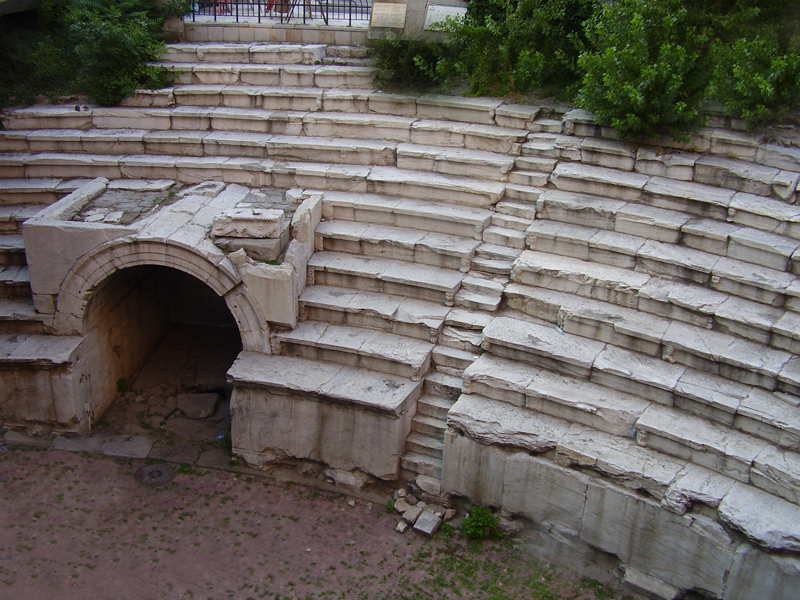
Filippopoli: lo stadio romano

L'antico stadio di Filippopoli si trova nella centralissima piazza Džumaja. In origine fu usato per lo svolgimento dei giochi atletici. Qui ebbero luogo i giochi di Kendrijski e Alessandria, in onore del dio Apollo e di Alessandro Magno. Solo alla fine del IV secolo lo stadio cominciò ad essere utilizzato come pista da gara per le corse dei carri, perché l'imperatore Teodosio proibì i giochi atletici.
L'antico circo romano poteva ospitare circa 30000 spettatori e fu uno degli edifici più imponenti e indicativi della città.

### Trakart
In un passaggio aperto nel sottopasso pedonale del bulevard Zar Boris III Obedinitel, fra le rovine dei palazzi risalenti all'epoca del dominio romano, si trova il centro culturale Trakart, il cui interno custodisce mosaici del III secolo, notevoli per dimensione e stato di conservazione. Furono rinvenuti in loco negli anni ottanta del XX secolo, scavando fra i resti di una grande casa ricostruita dopo la devastazione gota del 251. Dell'abitazione, che era collegata alla vicina basilica, nel IV secolo sede di un importante concilio ecumenico, non rimangono che le fondamenta, utili comunque per leggere la planimetria: si distinguono l'ingresso principale della casa, le stanze e parte del quadriportico.

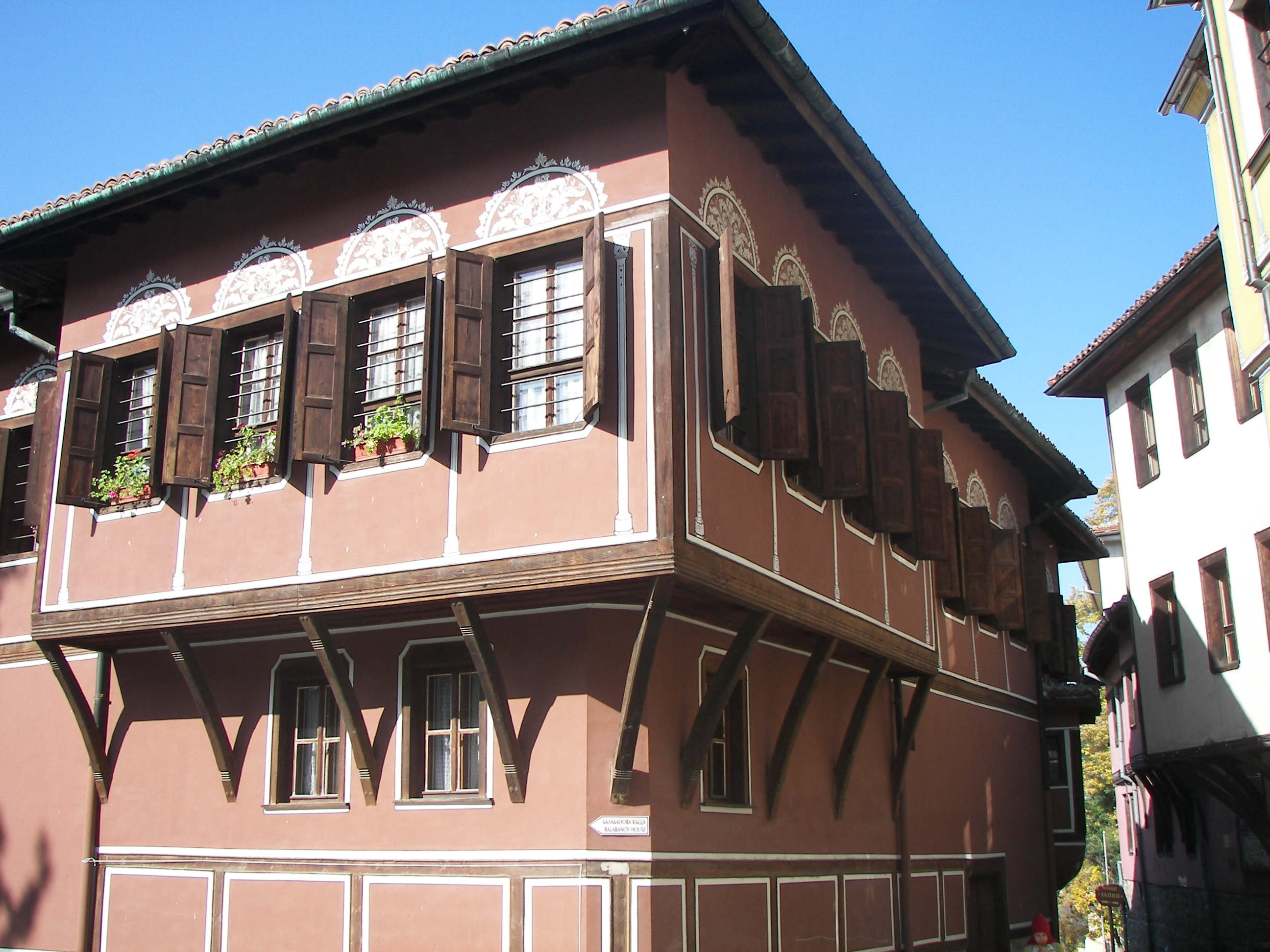
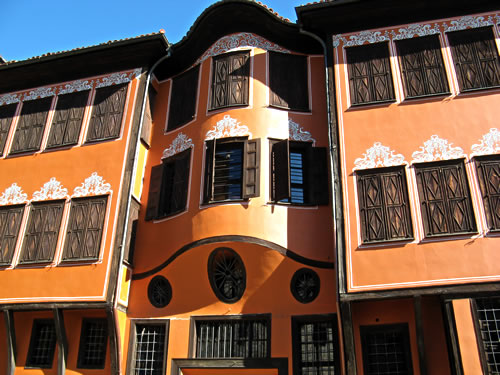

### Monumento ad Alyosha

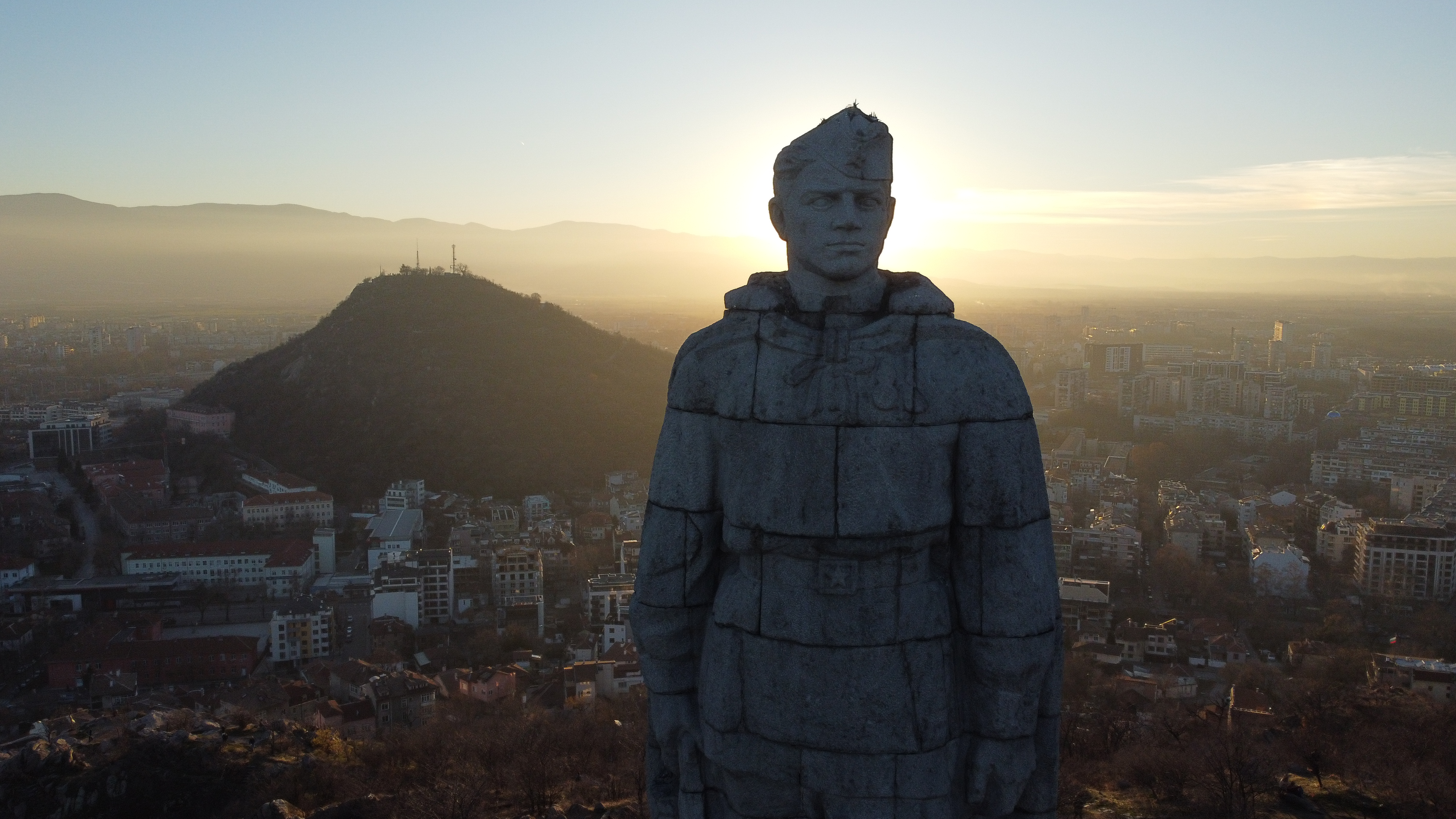
Dettaglio del monumento ad Alyosha a Plovdiv, visto da est al tramonto. Sullo sfondo si vede la collina di Mladezhki.

Il Monumento ad Alyosha è un manufatto dedicato alla liberazione dall'occupazione nazista della città bulgara di Plovdiv, situato sulla collina di Bunardzhik, "Collina dei liberatori". Il monumento raffigura un soldato sovietico.

## Cultura

### Istruzione

#### Musei

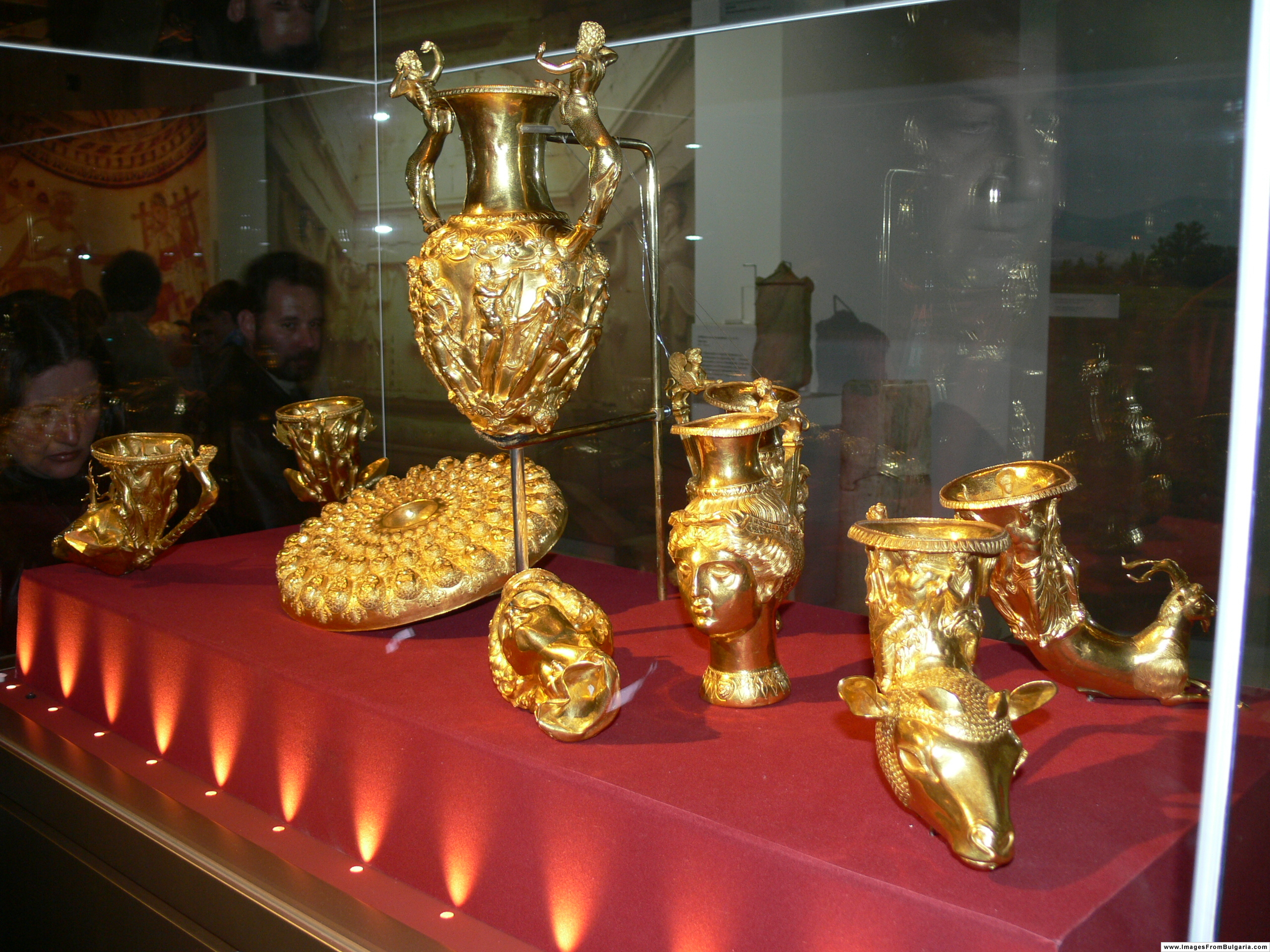
Il tesoro trace

Il Museo archeologico regionale di Plovdiv, inaugurato nel 1882, è una delle prime istituzioni culturali bulgare. Possiede una collezione di 100 000 reperti, tra le più ricche del patrimonio culturale di Plovdiv e del suo territorio.
Il museo custodisce il tesoro di Panagjurište, uno dei tesori traci di maggior rilievo e importanza della Bulgaria. È composto da oggetti in oro, che appartenevano a un sovrano trace sconosciuto della tribù Odrisi, che regnò tra la fine del IV e l'inizio del III secolo a.C. Prodotto a Lampsaco, città dell'Asia Minore, è composto da un set di nove oggetti, utilizzati per riti cerimoniali, con un peso complessivo di 6,1 kg. Il set comprende una phiale (un piatto) e otto rhyta (contenitori) di forme diverse, ma sempre zoomorfi (a testa di cervo e ariete) o antropomorfi (a testa di amazzone). Il tesoro è stato rinvenuto nel 1949 in una tomba trace vicino alla città di Panagjurište, nel distretto di Plovdiv. Inoltre il museo espone una ricca e variegata collezione di antiche opere d'arte greca, romana e bizantina.
Il museo etnografico si trova in un ricco palazzo del 1847 nel tipico stile della rinascenza bulgara, dove accoglie una ricca collezione costituita da materiale proveniente dal distretto di Plovdiv.

#### Biblioteche
A Plovdiv è presente la Biblioteca nazionale Ivan Vazov, la seconda biblioteca della Bulgaria sia per consistenza del patrimonio librario sia per antichità di fondazione.

## Infrastrutture e trasporti

### Strade
La principale via d'accesso alla città è l'autostrada Trakija, che unisce la capitale Sofia al porto di Burgas.
Plovdiv è attraversata in senso ovest-est dalla statale I-8. Dalla città originano anche la II-64 per Karlovo e la II-86 per il distretto di Smoljan e la frontiera greca.

### Ferrovie
La città è servita da una propria stazione ferroviaria posta lungo la principale linea del paese, la Dimitrovgrad-Svilengrad.

### Aeroporti
L'aeroporto di Plovdiv è situato a 15 km a sud-est della città.

## Amministrazione

### Gemellaggi
Plovdiv è gemellata con le seguenti città:
- Brno
- Bursa
- Columbia
- Taegu
- Gyumri
- Napoli
- Istanbul
- Košice
- Kumanovo
- Kutaisi

- Lipsia
- Luoyang
- Ocrida
- Okayama
- Petra
- Poznań
- San Pietroburgo
- Salonicco
- Valencia

Ha accordi internazionali con:
- Roma

## Sport

### Calcio
Le principali squadre della città sono il Profesionalen Futbolen Klub Lokomotiv Plovdiv e il Profesionalen Futbolen Klub Botev Plovdiv.